# Cattedrale dell'Assunzione di Maria (Rožňava)
La cattedrale dell'Assunzione di Maria (in slovacco Katedrála Nanebovzatia Panny Márie) è la chiesa cattedrale della diocesi cattolica di Rožňava, in Slovacchia.